# 边韶

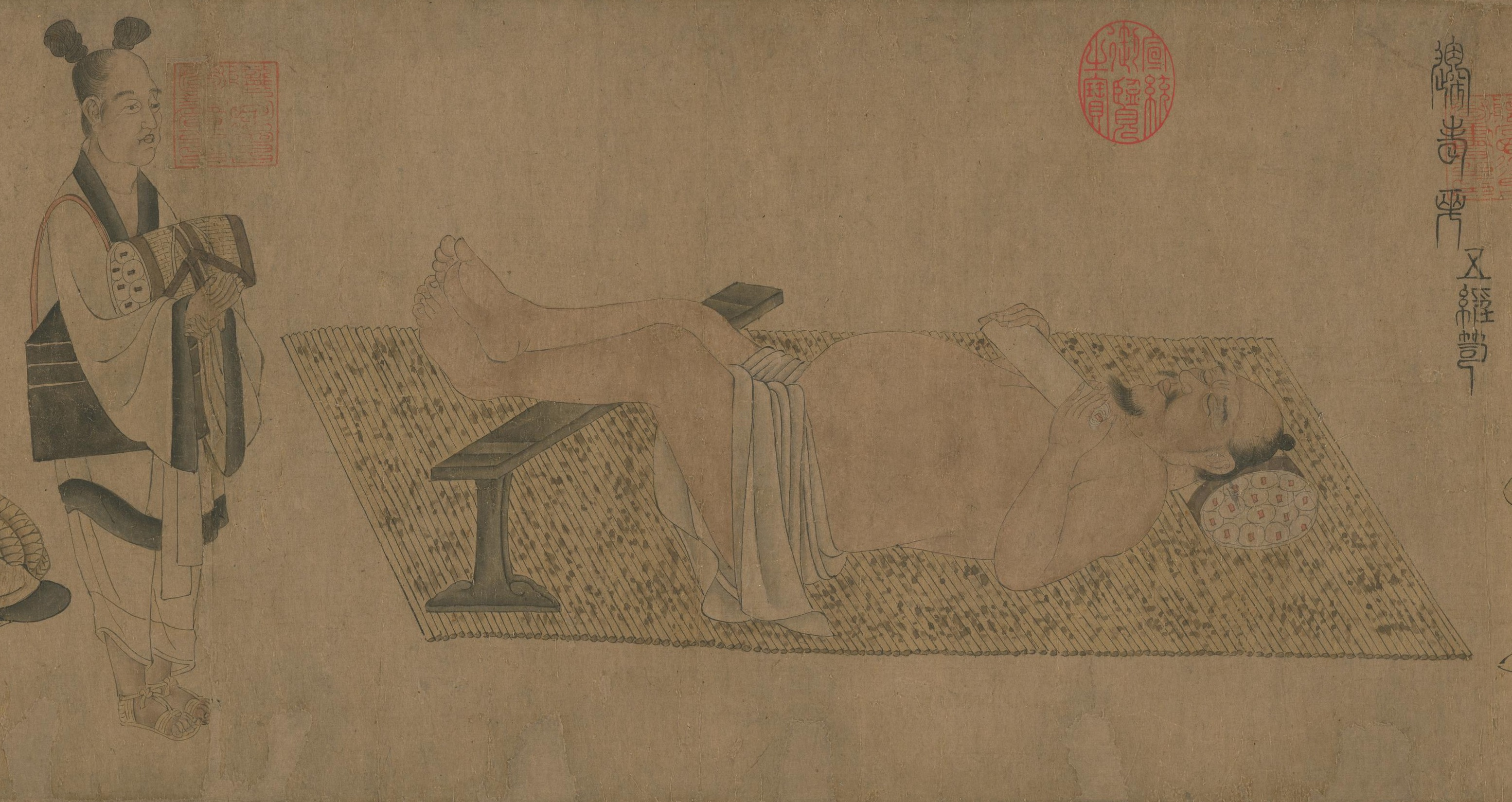
边韶腹笥五经图（唐陆曜六逸图卷局部）

边韶（？—2世纪），字孝先，陈留郡浚仪县人。生卒年不详，约汉桓帝建和初年前后在世。
以文章知名，教授數百人。邊韶口才甚好辯才無礙，曾經晝日假臥，弟子們私下嘲笑他說：「邊孝先，腹便便。懶讀書，但欲眠。」邊韶私下聽到之後，在適當的時機地點告訴大家：「邊為姓、孝為字。腹便便，《五經》笥。但欲眠，思經事。寐與周公通夢，靜與孔子同意。師而可謿，出何典記？」嘲笑他的人深感慚愧，邊韶之辯才捷出讓人折服。
桓帝時徵拜太中大夫，著作東觀，再遷北地郡太守，入拜尚書令。後為陳國相，死在任上。著有詩、頌、碑、銘、書、策凡十五篇。
著有《塞赋》描述一種名為塞戲的棋類。

## 延伸阅读
[在维基数据编辑]
 在维基文库阅读此作者作品
 《後漢書·卷80上》，出自范晔《後漢書》